# Syzygium hughcumingii
Syzygium hughcumingii är en myrtenväxtart som beskrevs av Elmer Drew Merrill. Syzygium hughcumingii ingår i släktet Syzygium och familjen myrtenväxter. Inga underarter finns listade i Catalogue of Life.